# Sabanejewia vallachica
A Sabanejewia vallachica a sugarasúszójú halak (Actinopterygii) osztályának pontyalakúak (Cypriniformes) rendjébe, ezen belül a csíkfélék (Cobitidae) családjába tartozó faj.

## Előfordulása
A Sabanejewia vallachica elterjedési területe a Duna havasalföldi mellékfolyóiban él; Délkelet-Románia. Korábban a kőfúró csík (Sabanejewia aurata) alfajának tekintették.

## Megjelenése
Ez a halfaj legfeljebb 9 centiméter hosszú.

## Életmódja
Tápláléka apró fenéklakók.